# Закиров, Зариф Закирович
Зариф Закирович Закиров (1899—1972) — советский шахтёр, Герой Социалистического Труда.

## Биография
Родился в деревне Сосновый мыс Мамадышского уезда Казанской губернии (ныне Тюлячинский район) в 1889 году.
В детстве и молодости работал в Юзовском рудоуправлении Луганского уезда. Во время гражданской войны состоял в Красной Гвардии. В 1920-х годах переехал в Кузбасс.
Двадцать семь лет Закиров отработал на Ленинском руднике, в том числе и на шахте «Полысаевская» крепильщиком.
Шахтеры района избирали его депутатом Ленинск-Кузнецкого городского Совета депутатов трудящихся. В 1948 году старейшему горняку рудника Закирову присвоено звание почетного шахтера. В том же году Президиум Верховного Совета СССР удостоил его звания Героя Социалистического Труда и наградил за выслугу лет вторым орденом Ленина.
Работал в шахте до 1957 года.
27 мая 1972 произошел несчастный случай в результате, которого Закиров З. З. отравился угарным газом.
Умер 27 декабря 1972 года. В августе 2015 года в Полысаево открылся сквер памяти Зарифа Закирова.